# Äsperöd
Äsperöd est une localité suédoise dans la commune de Sjöbo en Scanie.
Sa population était de 267 habitants en 2019.